# Neolythria djrouchiaria
Neolythria djrouchiaria är en fjärilsart som beskrevs av Charles Oberthür 1893. Neolythria djrouchiaria ingår i släktet Neolythria och familjen mätare. Inga underarter finns listade i Catalogue of Life.